# Escudo de Elda
El escudo de Elda es el escudo utilizado, al menos desde el siglo XVIII, por el Ayuntamiento de Elda (Alicante, España). Tiene el siguiente blasonamiento:

Escudo rectángular con base redondeada [en realidad, redonda]. Sobre campo de gules (rojo), dos torres de su color [en realidad, de oro] unidas por un muro de enlace, con puerta en cada torre. En jefe, flor de lis de plata. Por orla, rama de laurel al flanco siniestro y de palma al diestro. Por timbre, el de la nación. En las representaciones en que convenga hacerlo así, podrá colocarse una cinta cerrada de plata, ceñida al óvalo exterior, con la leyenda “Fidelísima Ciudad de Elda”.

## Historia
El blasonamiento o descripción del escudo fue aprobado por el Pleno municipal del Ayuntamiento de 2 de noviembre de 1965. El escudo está sin oficializar y no aparece en el BOE ni en el DOGV puesto que no se llegó a aprobar por el Consejo de Ministros (órgano competente en 1965 y hasta 1982), ni por la Generalitat Valenciana (competente desde 1982, tras la aprobación del Estatuto de Autonomía).
El escudo de Elda tiene su origen en la guerra de sucesión, que se desarrolló entre los años 1701-1713. Este conflicto tuvo su origen en la falta de descendencia del rey Carlos II, por lo que tres candidatos tenían la posibilidad de acceder al trono: el archiduque Carlos de Austria, Felipe de Anjou y José Fernando de Baviera. Ante la imposibilidad de llegar a un acuerdo, se desató una guerra civil que enfrentaba a los simpatizantes de Felipe de Anjou contra los partidarios de Carlos de Austria. La entonces villa de Elda tomó partido a favor de Felipe de Borbón, creando una fuerza de 100 infantes y 35 caballos, que participaron en aquellos conflictos bélicos del reino de Valencia en los que fueron requeridos, como Alicante, Onteniente, Villena, Jijona y Elche.
Durante esta guerra, en 1705, se vio por primera vez la bandera con el escudo de Elda. La bandera está formada por una tela de color rojo y en el centro se puede observar las armas heráldicas de la ciudad. La bandera fue una dotación del concejo municipal, que quiso dotar a la villa de Elda con una bandera como símbolo de identificación. El color rojo de la bandera se identifica con el apoyo que la villa proporcionó a Felipe V como rey de España. El escudo de Elda está formado por dos torres unidas por un muro entre ambas. Sobre estas torres se puede observar la Flor de Lis, concedida por Felipe V en el año 1713 como muestra de agradecimiento a Elda por su apoyo en la guerra de sucesión y le otorgó el título de "fidelísima" villa. En la parte superior se encuentra la corona real, un elemento que fue eliminado durante la Segunda República y que posteriormente se recuperó. Se representó en forma ovalada, configuración característica del estilo barroco, hasta 1965 cuando se cambió por la actual, cuadrilonga de punta redonda.